# Чворак
Чво́рак (пол. czworak) — срібна монета Великого Князівства Литовського XVI століття.
Чворак дорівнював 4 литовським грошам або 5 польським. Карбувався чворак Литовським монетним двором у 1565–1569 роках.
За кордоном (у Європі) ці монети отримали назву «Barthes» («бородачі»), тому що польський король та Великий князь Литовський Сигізмунд II Август на монеті був зображений з довгою бородою.